# Tetanocera apicalis
Tetanocera apicalis är en tvåvingeart som först beskrevs av Jacques-Marie-Frangile Bigot 1858.  Tetanocera apicalis ingår i släktet Tetanocera och familjen kärrflugor.
Artens utbredningsområde är Gabon. Inga underarter finns listade i Catalogue of Life.